# Батковићи (Прибој)
Батковићи су насеље у Србији у општини Прибој у Златиборском округу. Према попису из 2022. било је 104 становника.

## Демографија
У насељу Батковићи живи 142 пунолетна становника, а просечна старост становништва износи 50,0 година (44,1 код мушкараца и 55,4 код жена). У насељу има 53 домаћинства, а просечан број чланова по домаћинству је 2,89.
Ово насеље је великим делом насељено Србима (према попису из 2002. године), а у последња три пописа, примећен је пад у броју становника.
|  |

| Демографија | Демографија | Демографија |
| Година      | Становника  | Становника  |
| ----------- | ----------- | ----------- |
| 1948.       | 403         |             |
| 1953.       | 499         |             |
| 1961.       | 474         |             |
| 1971.       | 456         |             |
| 1981.       | 368         |             |
| 1991.       | 253         | 251         |
| 2002.       | 153         | 154         |

| Етнички састав према попису из 2002.‍ | Етнички састав према попису из 2002.‍ | Етнички састав према попису из 2002.‍ | Етнички састав према попису из 2002.‍ | Етнички састав према попису из 2002.‍ |
| ------------------------------------ | ------------------------------------ | ------------------------------------ | ------------------------------------ | ------------------------------------ |
|                                      |                                      |                                      |                                      |                                      |
| Срби                                 | Срби                                 |                                      | 146                                  | 95,42%                               |
| Муслимани                            | Муслимани                            |                                      | 6                                    | 3,92%                                |
| Бошњаци                              | Бошњаци                              |                                      | 1                                    | 0,65%                                |
| непознато                            | непознато                            |                                      | 0                                    | 0,0%                                 |

| Година пописа     | 1948. | 1953. | 1961. | 1971. | 1981. | 1991. | 2002. |
| ----------------- | ----- | ----- | ----- | ----- | ----- | ----- | ----- |
| Број домаћинстава | 64    | 74    | 68    | 76    | 80    | 69    | 53    |

| Број чланова      | 1  | 2  | 3  | 4 | 5 | 6 | 7 | 8 | 9 | 10 и више | Просек |
| ----------------- | -- | -- | -- | - | - | - | - | - | - | --------- | ------ |
| Број домаћинстава | 10 | 13 | 15 | 8 | 3 | 3 | 1 | 0 | 0 | 0         | 2,89   |

| Пол    | Укупно | Неожењен/Неудата | Ожењен/Удата | Удовац/Удовица | Разведен/Разведена | Непознато |
| ------ | ------ | ---------------- | ------------ | -------------- | ------------------ | --------- |
| Мушки  | 64     | 22               | 40           | 1              | 1                  | 0         |
| Женски | 80     | 19               | 39           | 21             | 1                  | 0         |
| УКУПНО | 144    | 41               | 79           | 22             | 2                  | 0         |

| Пол    | Укупно                    | Пољопривреда, лов и шумарство | Рибарство                            | Вађење руде и камена | Прерађивачка индустрија       |
| ------ | ------------------------- | ----------------------------- | ------------------------------------ | -------------------- | ----------------------------- |
| Мушки  | 33                        | 10                            | 0                                    | 0                    | 17                            |
| Женски | 16                        | 15                            | 0                                    | 0                    | 0                             |
| УКУПНО | 49                        | 25                            | 0                                    | 0                    | 17                            |
| Пол    | Производња и снабдевање   | Грађевинарство                | Трговина                             | Хотели и ресторани   | Саобраћај, складиштење и везе |
| Мушки  | 0                         | 1                             | 1                                    | 0                    | 2                             |
| Женски | 0                         | 0                             | 0                                    | 0                    | 0                             |
| УКУПНО | 0                         | 1                             | 1                                    | 0                    | 2                             |
| Пол    | Финансијско посредовање   | Некретнине                    | Државна управа и одбрана             | Образовање           | Здравствени и социјални рад   |
| Мушки  | 0                         | 0                             | 2                                    | 0                    | 0                             |
| Женски | 0                         | 0                             | 0                                    | 0                    | 0                             |
| УКУПНО | 0                         | 0                             | 2                                    | 0                    | 0                             |
| Пол    | Остале услужне активности | Приватна домаћинства          | Екстериторијалне организације и тела | Непознато            | Непознато                     |
| Мушки  | 0                         | 0                             | 0                                    | 0                    | 0                             |
| Женски | 1                         | 0                             | 0                                    | 0                    | 0                             |
| УКУПНО | 1                         | 0                             | 0                                    | 0                    | 0                             |